# クーティアラ圏
クーティアラ圏（クーティアラけん、フランス語: Cercle de Koutiala）は、マリ共和国の地方行政区画でクーティアラ州を構成する圏のひとつ。行政の中心地はクーティアラにおかれる。下級単位のコミューンは2009年時点で36団体あり、2009年の統計で人口は211,508人を数える。
2023年2月22日、行政区画再編によりシカソ州からクーティアラ州に移管され、一部のコミューンが分離した。

## 経済
クーティアラ圏はマリ共和国内で木綿の生産が最も多い中核地帯である。そのため、主要都市は綿に因んで「白い金の首都」と呼ばれていた。しかし、1980年代に入って産業は停滞する。木綿を除いた生産物では、穀物生産、主に雑穀、モロコシおよびトウモロコシが有名である。

## コミューン
クーティアラ圏には2009年時点で以下のコミューンがある。2023年2月22日の行政区画再編により、ンペッソラ、コンセゲラ、クーニアナ、ザンガッソは単独の圏に昇格し、ミエナ、コニナ、ソロバッソなどのコミューンも新しい圏に移管となった。
- ディエドゥーグー (クーティアラ圏)（fr:Diédougou (Koutiala)）
- ディオラドゥーグー・カフォ（fr:Diouradougou Kafo）
- ファギー（fr:Fagui）
- ファコロ（fr:Fakolo）
- グーアジ・カオ（fr:Gouadji Kao）
- グーディエ・スーグナ（fr:Goudié Sougouna）
- カフォ・ファボリ（fr:Kafo Faboli）
- カパラ (クーティアラ圏)（fr:Kapala (Koutiala)）
- カラグーアナ・マリー（fr:Karagouana Mallé）
- コロニゲ（fr:Kolonigué）
- コニゲ（fr:Konigué）
- コニナ（fr:Konina）
- コンセゲラ（fr:Konséguéla）
- コロモ（fr:Koromo）
- クーニアナ（fr:Kouniana）
- クーティアラ（fr:Koutiala）
- ログアナ（fr:Logouana）
- ミエナ（fr:Miéna）
- ンペッソバ（fr:M'Pessoba）
- ナファンガ（fr:Nafanga）
- ナンペ（fr:Nampé）
- ンゴロニアナッソ（fr:N'Golonianasso）
- ングージナ（fr:N’Goutjina）
- ニアンタガ（fr:Niantaga）
- ントッソニ（fr:N'Tossoni）
- サンシナ（fr:Sincina）
- サンコロ（fr:Sinkolo）
- ソンゴ＝ドゥーバコレ（fr:Songo-Doubacoré）
- ソングア（fr:Songoua）
- ソロバッソ（fr:Sorobasso）
- タオ (マリ共和国)（fr:Tao (Mali)）
- ヨニョゴ（fr:Yognogo）
- ザンフィゲー（fr:Zanfigué）
- ザンガッソ（fr:Zangasso）
- ザニナ（fr:Zanina）
- ゼバラ（fr:Zébala）